# NGC 7652
NGC 7652 é uma galáxia espiral (Sa) localizada na direcção da constelação de Tucana. Possui uma declinação de -57° 53' 15" e uma ascensão recta de 23 horas, 25 minutos e 37,6 segundos.
A galáxia NGC 7652 foi descoberta em 28 de Outubro de 1834 por John Herschel.